# Люля (Новгородская область)
Люля — деревня в Боровичском муниципальном районе Новгородской области, входит в Прогресское сельское поселение.

## География
Деревня расположена в центральной части района, западнее автодороги Боровичи — Хвойная.

## История
В Боровичском уезде Новгородской губернии в 1911 году деревня Люля находилась на территории Белавинской волости, число жителей тогда было — 65, дворов — 15, деревня тогда находилась на земле Люльского сельского общества, в деревне имелась чайная лавка По постановлению ВЦИК от 3 апреля 1924 Белавинская волость была упразднена и присоединена к Волокской волости уезда. Затем, с августа 1927 года, деревня Люля в составе новообразованного Боровичского района новообразованного Боровичского округа в составе переименованной из Северо-Западной в Ленинградскую области. В ноябре 1928 года Люля в составе Больше-Лесовского сельсовета. По постановлению ЦИК и СНК СССР от 23 июля 1930 года Боровичский округ был упразднён, а район перешёл в прямое подчинение Леноблисполкому. Указом Президиума Верховного Совета СССР от 5 июля 1944 года была образована Новгородская область и Боровичский район вошёл в её состав.
Решением Новгородского облисполкома № 359 от 8 июня 1954 года был образован Спасский сельсовет Боровичского района, с центром в деревне Спасское, из упразднённых Белавинского, Большелесовского и Быковского сельсоветов. Решением № 296 Новгородского облисполкома от 9 апреля 1960 года Спасский сельсовет был упразднён, а Люля вошла в состав вновь воссозданного в 1956 году Большелесовского сельсовета.
Во время неудавшейся всесоюзной реформы по делению на сельские и промышленные районы и парторганизации, в соответствии с решениями ноябрьского (1962 года) пленума ЦК КПСС «о перестройке партийного руководства народным хозяйством» с 10 декабря 1962 года и сельсовет и деревня вошли в крупный Боровичский сельский район, а 1 февраля 1963 года административный Боровичский район был упразднён. Пленум ЦК КПСС, состоявшийся 16 ноября 1964 года, восстановил прежний принцип партийного руководства народным хозяйством, после чего Указом Верховного Совета РСФСР от 12 января 1965 года сельские районы были преобразованы вновь в административные районы и решением Новгородского облисполкома от 12 января 1965 года и Большелесовский сельсовет и деревня Люля вновь в Боровичском районе. Решением Новгородского облисполкома № 187 от 5 мая 1978 года Большелесовский сельсовет был переименован в Прогресский.
После прекращения деятельности Прогресского сельского Совета в начале 1990-х стала действовать Администрация Прогресского сельсовета, которая была упразднена с 1 января 2006 года на основании постановления Администрации города Боровичи и Боровичского района от 18 октября 2005 года и деревня Люля, по результатам муниципальной реформы входила в состав муниципального образования — Прогресское сельское поселение Боровичского муниципального района (местное самоуправление), по административно-территориальному устройству была подчинена администрации Прогресского сельского поселения Боровичского района.

## Население
| 2000 | 2001 | 2002 | 2003 | 2004 | 2005 | 2006 |
| ---- | ---- | ---- | ---- | ---- | ---- | ---- |
| 10   | ↘9   | →9   | ↘7   | ↘5   | →5   | ↗6   |
| 2007 | 2008 | 2009 | 2010 |      |      |      |
| ↘4   | ↘2   | ↘0   | →0   |      |      |      |

По переписи населения 2002 года, в деревне Люля проживали 12 человек (все русские)